# Ábrányi Lajos
Lászlófalvi és mikeföldi Ábrányi Lajos (névváltozat: Eördögh, Eördegh) (Pest, 1849. december 7. – Budapest, 1901. május 27.) magyar festőművész, arcképfestő és illusztrátor.

## Életrajza

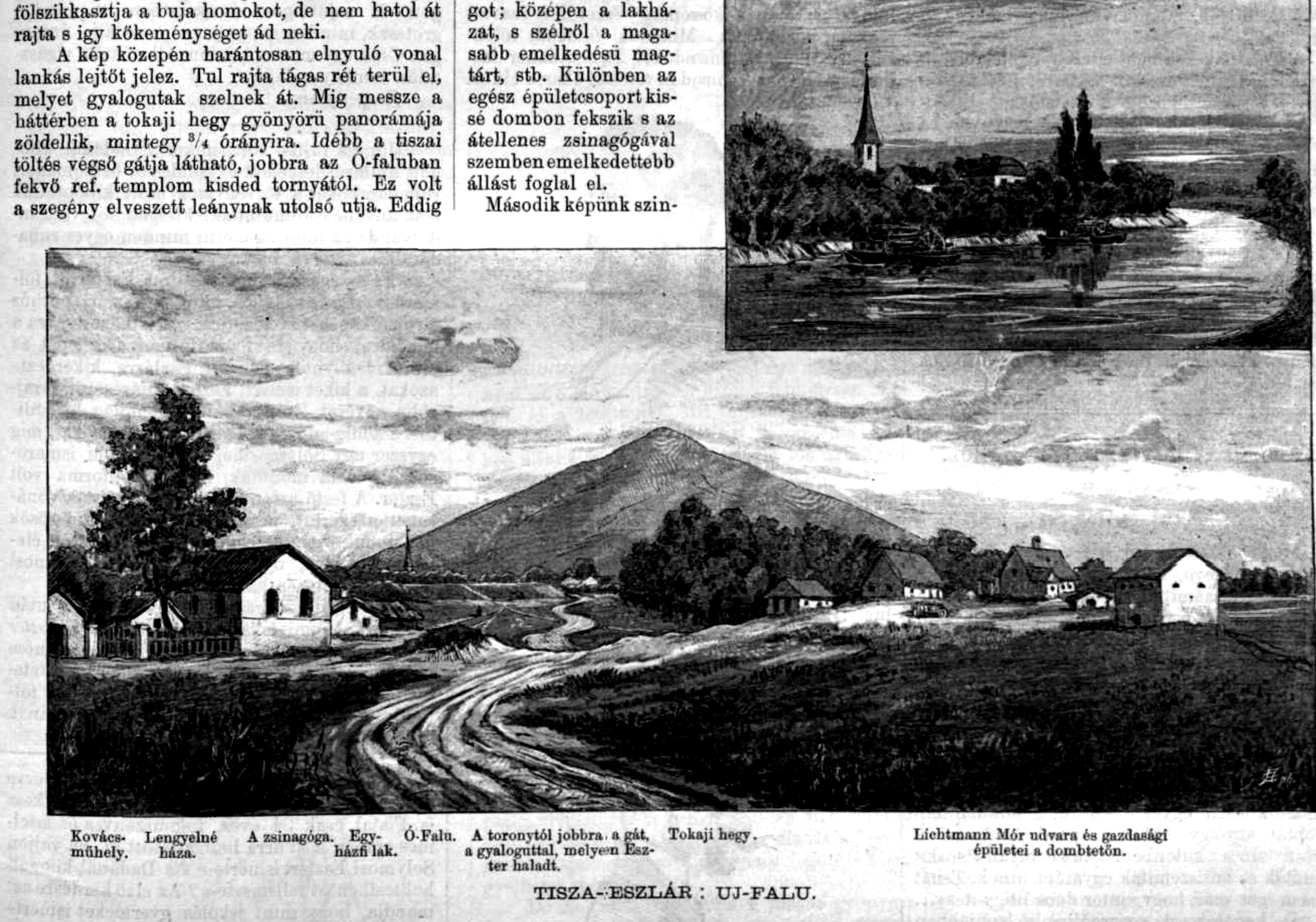
1883-ban, Ábrányi kiküldött grafikusként tudósított helyszíni képriportok formájában a tiszaeszlári per eseményeiről a Vasárnapi Ujságban

Ábrányi Emil és Lang Paulina fiaként született, 1849. december 8-án keresztelték a pest-szentistvánvárosi római katolikus templomban. Tanulmányait a müncheni és párizsi akadémiákon végezte. Dolgozott a fővárosban is, de legfőképpen Nyíregyházán. Magyarországon számos oltárképet, de elsősorban képmásokat festett. Az ő munkája a Tatai Várszínház előfüggönyének festése, Kossuth Lajos megyeházi arcképe, valamint ő volt az első 1883-ban, aki kiküldött grafikusként tudósított helyszíni képriportok formájában a tiszaeszlári per eseményeiről a Vasárnapi Ujságban. Fő műve egy csoportkép, mely 30 képviselő portréját tartalmazza.
1865-ben Béranger verseiből fordított a Hazánk és a Külföldben; a Pesti Naplóban (1888. 98. sz.) is jelent meg tőle egy cikk. Szerkesztette a Nyirvidéket 1880. április 1-től szeptember 24-ig és a Szabolcsmegyei Közlönyt 1881–83-ban, mindkettőt Nyíregyházán.
Elhunyt 1901. május 27-én reggel 6 órakor, örök nyugalomra helyezték 1901. május 29-én a Kerepesi úti temetőben a római katolikus egyház szertartása szerint. Neje vajai Vay Róza volt.

## Források

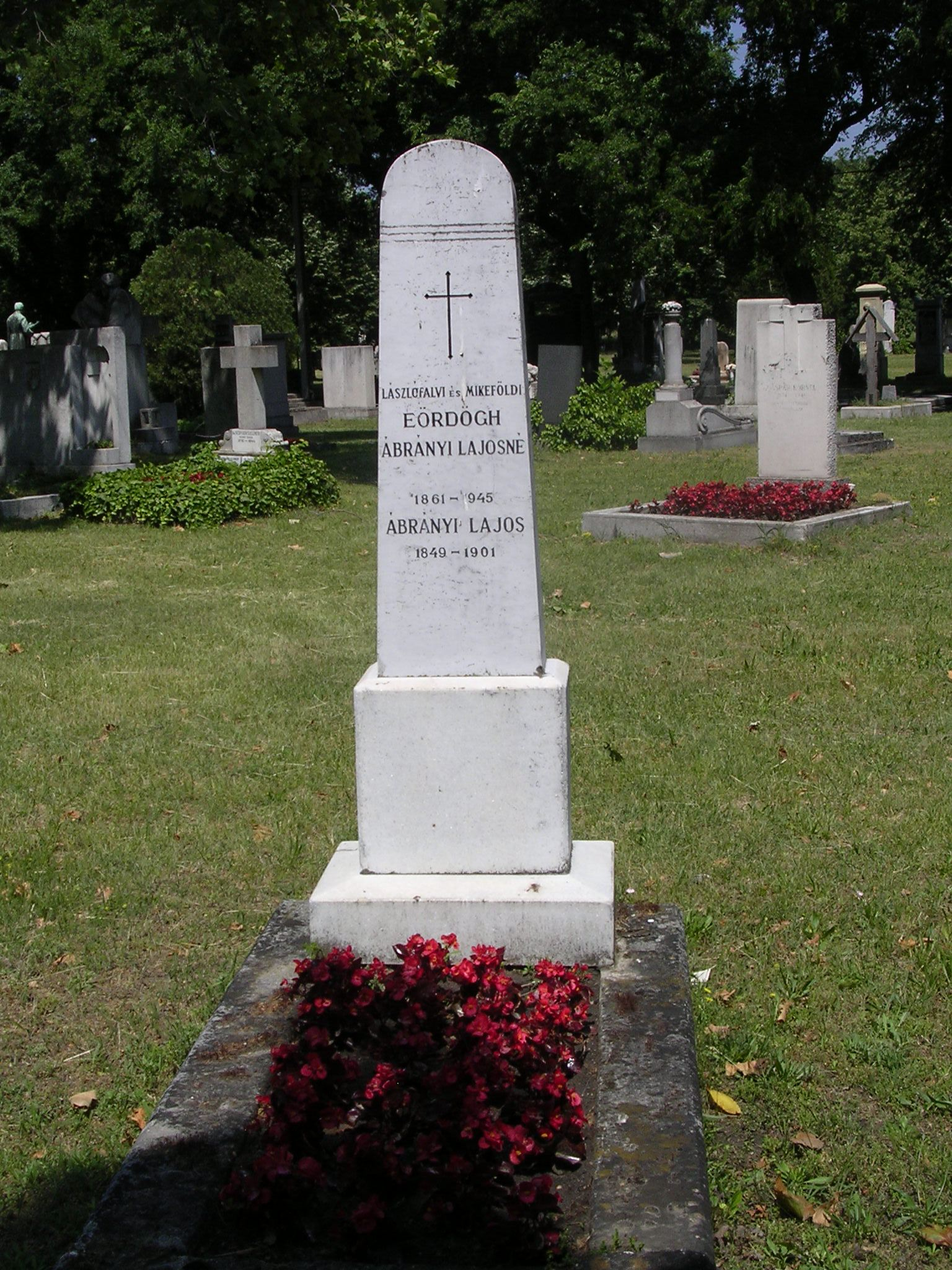
Sírja a Fiumei úti sírkertben 2005-ben